# تيرك (قرية)
تيرك (بالروسية: Терек) هي إحدى مدن روسيا في الكيان الفدرالي الروسي كاباردينو-بالكاريا.